# 索梅耶
索梅耶（法語：Sommeilles，法語發音：[sɔmɛj]）是法国默兹省的一个市镇，属于巴勒迪克区。

## 地理
索梅耶（48°54'9"N, 4°57'9"E）面积18.81 平方千米，位于法国大東部大區默兹省，该省份为法国西北部内陆省份，北与比利时接壤，西接马恩省和阿登省，南至上马恩省和孚日省，东临默尔特-摩泽尔省。
与索梅耶接壤的市镇（或旧市镇、城区）包括：阿戈讷地区贝尔瓦勒、勒沙特利耶、波塞斯、拉埃库尔、巴鲁瓦地区利勒、内唐库尔、努瓦耶-欧泽库尔。

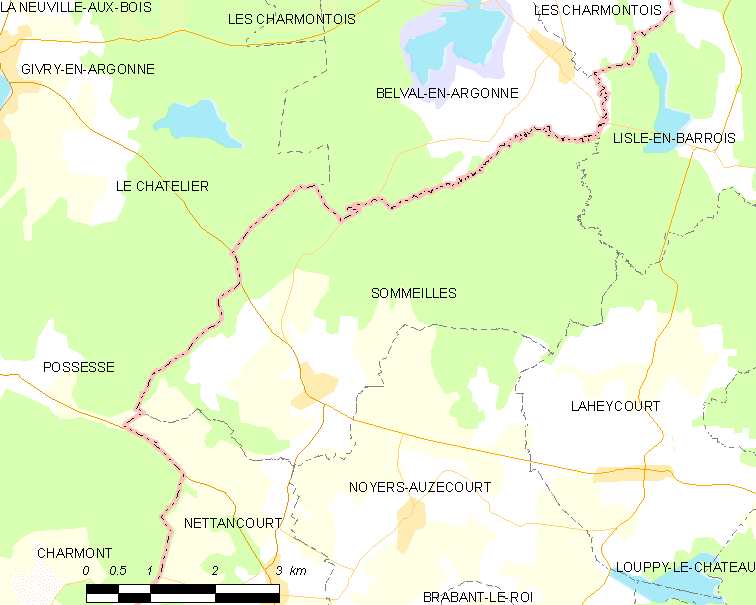
索梅耶的OSM定位图

索梅耶的时区为UTC+01:00、UTC+02:00（夏令时）。

## 行政
索梅耶的邮政编码为55800，INSEE市镇编码为55493。

## 政治
索梅耶所属的省级选区为奥尔南河畔勒维尼县。

## 人口

1962-2008年间索梅耶人口变化图示

索梅耶于2022年1月1日时的人口数量为181人。